# Psycholingvistika bilingvismu
Psycholingvistika bilingvismu je vědní disciplína zabývající se psychologickými a neurologickými aspekty schopností člověka mluvit dvěma a více jazyky. Jedná se o interdisciplinární obor převážně na pomezí lingvistiky, psychologie a neurologie. Mezi hlavní otázky oboru patří organizace jazyků v mozku, vymezení jejich neuronových struktur (např. které oblasti mozku používá pouze jeden z jazyků) a jejich aktivace.

## Typy bilingvismu
V psycholingvistice bilingvismu se vymezuje několik dělení bilingvistů dle jednotlivých vlastností a jejich způsobu a času nabytí jazyků. Tato členění vytváří podněty pro mnoho studií, které se zabývají, zda dané členění má nějakou souvislost s neuronovou reprezentací jazyka či schopností bilingvisty jazyk používat.
První, již zmíněné dělení v odstavci o neuronové reprezentaci bilingvismu, je na základě věku subjektu, ve kterém si jazyk osvojil. Mluvčí jazyka se tak dělí na brzké (nativní) a pozdní.
Další dělení bilingvistů je na vyrovnané a nevyrovnané podle schopností používat oba jazyky přibližně stejně, nebo zda jeden jazyk dokáže bilingvista používat více než ten druhý.
Dále uvádíme dělíme bilingvisty na složené, subordinované a koordinované na základě vztahu sémantických reprezentací jazyků v mozku. Pokud mají dva jazyky kus společné sémantické reprezentace, ale jinak má každý z nich netriviální množství vlastní sémantické reprezentace, uvádíme, že jde o bilingvistu složeneho. (Např. bilingvista mluvící česky a polsky může být složený, neboť čeština a polština sdílí mnoho slov se stejným významem, ale zároveň má každý z jazyků netriviálně jinou sémantiku.) Subordinovaný bilingvista používá převážně sémantiku svého primárního jazyka, zatímco sémantika sekundárního jazyka je rozšiřující. (Např. subjekt mluvící česky, ale zároveň schopen navázat komunikaci se subjektem mluvící slovensky.) Posledním typem pak je bilingvista koordinovaný, který mluví dvěma jazyky, aniž by měly společnou sémantiku (Např. bilingvista mluvící česky a anglicky v 80. letech).
Jiná dělení uvádí bilingvisty na složené a koordinované na základě toho, zda se subjekt jazyky naučil zároveň (např. každý rodič hovořící v domácnosti jiným jazykem), nebo každý zvlášť (např. jeden jazyk doma, druhý ve škole). Toto dělení se ovšem příliš neujalo, neboť se neprokázalo, že by mělo nějaké psycholingvistické důsledky.
Dále se mluvčí jazyka občas vydělují na aktivní a pasivní. Aktivní jsou schopni jazykem mluvit, zatímco pasivní mu pouze rozumí. Pasivní bilingvisté pak nejsou schopni mluvit L2, ale jsou mu schopni rozumět.
Bilingvisty dále můžeme dělit dle toho, zda své jazyky získaly v čase postupně (nejdříve jazyk A a pak jazyk B), nebo zároveň.

## Výsledky experimentů
V rámci psycholingvistiky bilingvismu bylo provedeno mnoho experimentů. Některé z jejich výsledků jsou zde zmíněny.

### Obecná reakční rychlost
Ukazuje se, že monolingvisté (ti, kdož neovládají více než jeden jazyk) mají obecně rychlejší jazykovou reakční dobu než bilingvisté. Bilingvisté samotní pak reagují rychleji v prvním naučeném jazyce než v tom druhém.

### Reakční rychlost v kontextu konkrétních slov
Bilingvisté v průměru reagují rychleji na slova, která jsou oběma jazyky sdílena, než na slova, která jsou výlučná pro daný jazyk.

### Výběr jazyků
V experimentech, kdy bylo na bilingvistovi, který ze svých jazyků použije pro popis dané skutečnosti, bylo zjištěno, že bilingvisté zpravidla exkluzivně nepreferují jeden z jazyků. Tedy v různých situacích preferují různé jazyky. Situace v experimentech nepodporovala použití ani jednoho jazyka (např. nápisem nebo řečí).

### Překlad slov
Ukazuje se, že bilingvisté v průměru překládají konkrétní a příbuzná slova rychleji než abstraktní. Efekt rychlejšího překladu příbuzných slov je více znatelný u méně plynulých mluvčí L2.
Tato skutečnost je občas vysvětlována tím, že konkrétní slova napříč jazyky sdílejí větší kus konceptuální reprezentace v mozku než slova abstraktní.

### Překlad textu
Některé studie ukazují, že překlad z L1 do L2 trvá obecně kratší dobu než z L2 do L1. Tento výsledek lze vysvětlit tím, jak se bilingvisté jazyky učili (někteří bilingvisté zpočátku překládali do L2 věty, které vytvořili v L1). Jiná hypotéza tvrdí, že přechod mozku z plné aktivace L2 do L1 je více náročná než naopak.

## Neuronová reprezentace bilingvismu
Výzkum v kongnitivní neurovědě ukazuje, že základní jazyková centra se nacházejí v levé hemisféře mozku pod sulcus lateralis (postranní rýha), v oblasti nazývané perisylvánská kúra. Tato oblast je naprosto esenciální pro schopnost používat jazyky, ale není výlučně jediná aktivní během použití jazyka. Jazykově spjaté aktivace probíhají zpravidla i v levé hemisféře v gyrus temporalis medius (střední spánkový závit), gyrus temporalis inferior (spodní spánkový závit), gyrus occipitotemporalis lateralis (boční týlospánkový závit), lingula cerebelli (jazýček), cortex praefrontalis dorsolateralis a lobus insularis (ostrovní lalok). Během experimentů se ukázalo, že některá centra pravé hemisféry jsou taktéž aktivní během většiny úkolů.
Aktivní oblasti mozku během užití jazyka záleží na věku, kdy si subjekt druhý jazyk osvojí. Pokud si subjekt osvojil jazyk do 8. roku života, bude se pravděpodobně jednat o nativního mluvčího. Pokud si jej subjekt osvojil nad 8. rokem života, subjekt pravděpodobně nebude nativním mluvčím tohoto jazyka a už se jím nemůže ani stát. Rozdíly při používání nativního jazyka (označujeme L1) a při používání sekundárního jazyka (označujeme L2) jsou pak dobře vidět na snímcích funkční magnetické resonance (fMRI), kdy zóny při používání L1 jsou mírně odchýlené od zón používání L2.

### Sémantická a konceptuální reprezentace slov v mozku
Reprezentace jednotlivých slov v mozku se dělí na jejich koncept a sémantiku. Zatímco koncept je část reprezentace univerzální pro všechny jazyky (kupříkladu představa jablka), sémantika slova je specifická pro jazyk nebo jazyky. Jeden koncept může být napojený i na několik sémantických reprezentací v témže jazyce (např. synonyma problém a nesnáz). Tyto pojmy nejsou univerzální napříč všemi publikacemi, neboť je vědci interpretují různě.

### Úrovně aktivace
Jedna z důležitých otázek psycholingvistiky je, do jaké míry je aktivní jazyk B během používání jazyka A. Dřívější konsenzus vědců byl, že během používání jazyka A jsou aktivní pouze centra jazyka A v mozku a vlastní centra jazyka B (centra jazyka B, která nejsou zároveň součástí jazyka A) nejsou aktivní. Novější experimenty ovšem prokázaly, že během používání jazyka A jsou vždy některá z vlastních center jazyka B aktivní a vice versa. Tato skutečnost byla zjištěna na základě experimentů měřící reakční dobu subjektu operujícího s jednotlivými slovy z obou jazyků.
Na základě experimentů se ukazuje, že jazyk L1 zpravidla dosahuje vyšší míry aktivace než jazyk L2.

### Paměť
Mnoho studií se pokusilo o uchopení problematiky paměti. Někteří autoři považují paměť za schopnost mozku ukládat, uchovávat a používat informace. Jiní autoři ji ovšem definují jako schopnost učit se úkonům. Rozdíl spočívá v tom, zda se primárně soustředíme na vnitřní procesy mozku ( např. změna struktury neuronové sítě šedé hmoty mozkové) nebo na vnější projevy organismu interagující s prostředím (např. opice, která se za odměnu – banány – naučí vyluštit hádanku). Paměť dělíme na dlouhodobou a krátkodobou dle doby uchování informace v nervové soustavě.

#### Krátkodobá paměť
Krátkodobá paměť má bez paměťové smyčky (opakování v hlavě) maximální životnost přibližně 18 sekund. Jeden z velmi často měřených parametrů paměti bývá span, což je nejvyšší počet slov, které dokáže člověk správně zopakovat alespoň v 50% případů. Ten je dle Millerova zákona 7 ± 2. Cowan (2002) ovšem naznačuje, že tento zákon je mírně nerealistický a sám udává 5 ± 1. Výzkum u bilingvistů ovšem naznačuje, že span je závislý na složitosti jazyka, ve kterém je měřený. Kupříkladu se ukazuje, že span měřený opakováním číslic u velšských dětí je nižší ve velštině než v angličtině. Dále se ukazuje, že span v L1 je zpravidla větší než v L2.
Pracovní paměť, která je součástí krátkodobé paměti, pak slouží k okamžité realizaci úkonů. Někteří autoři ovšem udávají, že pracovní paměť je jiný název pro krátkodobou paměť. Udává se, že fonologická paměť má nejvyšší životnost v průměru dvě sekundy. Vnitřní řečí (opakováním) pak lze uchovat informaci až deset sekund. Span pak může naznačit velikost dané pracovní paměti.
Některé studie ukazují, že velikost krátkodobé paměti přímo souvisí se schopností naučit se L1 a L2. Jedna z nich na to poukazuje za pomocí kladné korelace mezi spanem ve čtyřech letech a rychlostí řeči ve vyšším věku.

#### Dlouhodobá paměť
Dlouhodobá paměť se pak dělí na procedurální a deklarativní (sémantická a epizodická) paměť. Procedurální paměť je schopnost opakovat činnost (aniž bychom potřebovali vědět, jak to děláme – např. schopnost produkovat hlásky). Epizodická paměť pak zachycuje události a sémantická encyklopedickou znalost tématu. Procedurální paměť se také občas nazývá implicitní pamětí, zatímco deklarativní paměť se někdy nazývá pamětí explicitní.
V rámci psycholingvistiky bilingvismu byla zkoumána preference jazyka při explicitním vybavování vzpomínek v závislosti na jazyku prostředí, kde se vzpomínky odehrály. Ukazuje se, že bilingvisté při vyprávění preferují jazyk prostředí, ve kterém se vzpomínka odehrála. Pokud bilingvista dostane za úkol vyprávět libovolný příběh ze života v daném jazyce X, zpravidla preferuje vzpomínky, které se odehrály v prostředí s jazykem X.

### Hypotézy vysvětlující jazykovou tvorbu na neuronové úrovni
Do dnešního dne není jednoznačně prokázané, jakým způsobem produkujeme věty, aktivujeme konkrétní jazyk, vybíráme slova,... Je nutno ovšem poukázat na několik modelů, které, ač neprokázané a protikladné, mohou mnohé naznačit. Jako příklad takové hypotézy je uveden IC model.

#### Inhibitory Control (IC) model
IC model uvažuje existenci takzvaného SAS (supervisory atttencional system), který má na starost aktivaci a deaktivaci jednotlivých zón mozku dle "úkolových schémat". Dle tohoto modelu bilingvisté vybírají konkrétní jazyk X za pomoci SAS, který aktivuje mozkové zóny jazyka X a utlumuje aktivitu zóny ostatních jazyků. Tím se pak dosáhne( kromě úspory mozkových prostředků ) také vyloučení jednoho z jazyků.
Motivace pro tento model vychází ze skutečnosti, jak experimenty ukazují, že změna aktuálně používaného jazyka L1 a L2 zvyšuje reakční dobu subjektu. Onen rozdíl reakčních dob může být interpretován jako aktivace zón neaktivního jazyka X.
Tímto modelem se dá vysvětlit skutečnost, proč s rostoucím počtem jazyků dochází k jejich mísení. Pokud je L1 rodný a L2 naučený v pozdějším věku, jejich některé zóny mozkové aktivace jsou různé. Pokud bude mít subjekt naučené jazyky L2 a L3 v pozdějším věku, jejich překryv zón aktivací je výrazně větší než u L1 a L2. (Zóny aktivace u L1, L2 nebo L3 se v tomto případě dají snadno změřit fMRI.)

## Afázie bilingvistů
Afázie je porucha řeči způsobená narušením některých z řečových center mozku. K tomu může dojít kupříkladu úrazem či nemocí (mrtvice, nádor v mozku,...). Tato porucha může a nemusí být trvalá a míra a způsob uzdravení pacientů nám může pomoci při hledání řešení otevřených problémů psycholingvistiky bilingvismu jako přesnější určení center jazyka v mozku. Afázie je jinak navzdory moderním neinvazivním zobrazovacím metodám mozku nadále bez dostatečně přesvědčivého průkazného vysvětlení, a zůstává tak otevřenou otázkou.
Bilingvista může afázií přijít o jeden či více naučených jazyků, a to buď částečně nebo úplně. Zotavení může taktéž proběhnout pouze u některých z jazyků a taktéž může být částečné nebo úplné.

### Typy zotavení z afázie
Zotavit se z afázie lze mnoha různými způsoby a není zřejmé, zda jsou všechny možnosti zotavení prozkoumány. Následující seznam tedy není pokusem o kompletní pokrytí všech druhů zotavení, nýbrž o vyjmenování pouze těch běžných, přičemž některé z typů se mohou překrývat.

#### Paralelní zotavení
Oba jazyky se během něj obnovují stejnou rychlostí a stejným způsobem.
Tento typ zotavení je nejběžnější. Objevuje se u přibližně 40% pacientů dle Paradis (1997).

#### Rozdílné zotavení
Oba jazyky během procesu zotavení projevují rozdílnou míru poškození.

#### Postupné zotavení
Jeden z jazyků se nezačne obnovovat, dokud není z velké míry obnovený jiný z naučených jazyků.

#### Antagonistické zotavení
Zatímco schopnost používat jeden z jazyků se zlepšuje, schopnost používat jiný jazyk se zhoršuje.

#### Selektivní zotavení
Nejméně jeden, ale ne všechny jazyky, neprojevuje žádné známky zotavení.

#### Zaslepené zotavení
Pacient během zotavení mísí všechny ze svých jazyků dohromady. (slova, výslovnost, významy,...)

### Přibližné zdůvodnění afázie
Existují dvě obecně uznávaná (avšak nedoložená ) zdůvodnění afázie (k roku 2006), a to buď poškození motorického systému mozku a mechanismu, díky němuž se aktivují a deaktivují jazyky (v IC modelu se jedná o SAS), anebo jde o poškození nějakého ze subsystémů některého z jazyků. Existují důvody potvrzující obě tyto hypotézy, které se vzájemně nemusí nutně vylučovat. Například nádor na mozečku může způsobit snížení schopnosti mozku aktivovat jazyk, což ovšem nevylučuje existenci typu afázie, kdy není narušena schopnost aktivovat zóny jazyka ani motorický systém.
Obě zdůvodnění mají své opodstatnění v kazuistikách různých pacientů a jejich autoři používají k jejich zdůvodnění odlišné hypotézy vysvětlující jazykovou tvorbu na neurononé úrovni. Dle prvního zdůvodnění nedochází k zapomínání jazyků, ovšem pouze ke ztrátě schopnosti jejich aktivace, což by ovšem nenacházelo opodstatnění v některých z kazuistik. Druhá hypotéza svou obecností umožňuje vysvětlit mnoho paradoxních případů (např. kompletní a definitivní ztrátu jednoho jazyka).
Lokalizace poškození mozku pak může napovědět, kterou z těchto hypotéz aktuálně upřednostnit.